# Gremio dei calzolai

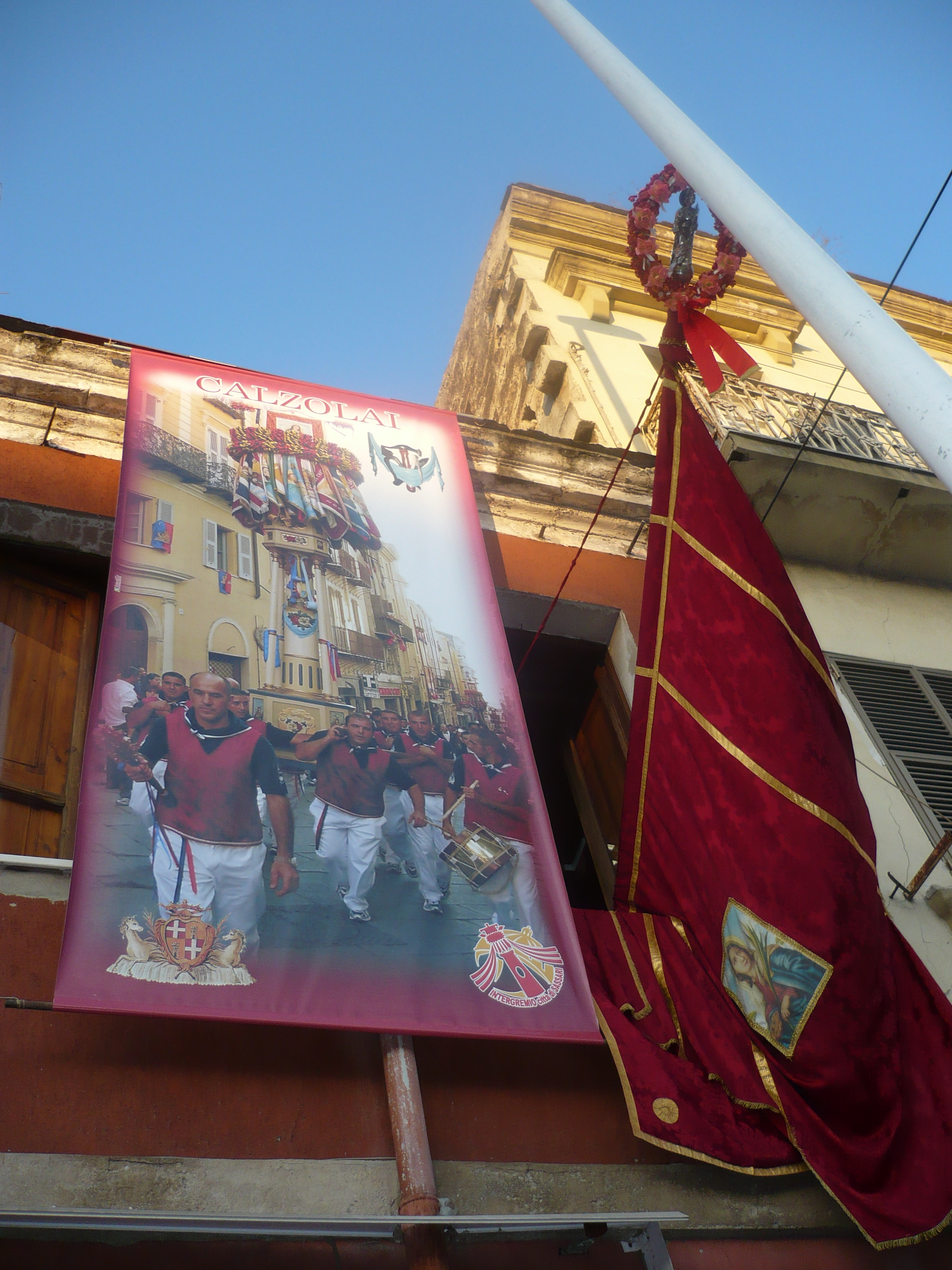
Bandiera dei Calzolai

Il Gremio dei Calzolai ( Gremio di li cazzuraggi nella lingua locale) è un'antica corporazione di arti e mestieri della città di Sassari. Partecipano alla discesa dei candelieri e il loro Candeliere è l'ottavo a scendere da piazza Castello e il quarto ad entrare in chiesa.

## Storia
Dei calzolai si parla per la prima volta negli statuti sassaresi del 1294, la corporazione compare in tutti gli scritti e memoriali anche ufficiali che regolano la discesa dei candelieri.
Nel 1504 hanno l'onore di scendere al terzo posto mentre già  nell'ordinanza del 1531 veniva nominato come quarto dopo Poble, Mercaders e Sastres (Massai, Mercanti e Sarti) con l'obbligo di alternanza con candeliere dei Sarti.
Anche nel memoriale di fine seicento inviato al viceré di Sardegna in cui compaiono le maestranze che innalzano candeliere compaiono i Saparatores (Calzolai).
Inoltre sono presenti nell'unico voto riconosciuto dal comune cioè quello del 1652.
Il primo statuto venne redatto nel 1564, e in origine il gremio era consociato allo scomparso Gremio dei conciatori e dei Miniatori di pelli con il patrono in San Salvatore.

## Patrona
L'attuale patrona del gremio è la siracusana Santa Lucia riportata sulla bandiera e sul fusto del candeliere. La sua festa, e la principale per il gremio è il 13 dicembre.
Nel XVI secolo la cappella del Gremio era intitolata alla Madonna dello Spasimo e si trovava presso il chiostro di Santa Maria di Betlem.
Dal 1610 la cappella si trova al duomo di San Nicola.
La Madonna dello Spasimo con i santi Crispino e Crispiniano sono i compatroni.

## Segni distintivi

### Bandiera
La bandiera del gremio è di colore rosso. Da un lato presenta l'immagine della santa patrona, dall'altra quella del protomartire San Gavino.

### Costume
È composto da:
- frac nero,
- camicia bianca,
- feluca di foggia francese,
- corpetto broccato di colore rosso,
- papillon, guanti neri e sciabola[2].

## Candeliere
Il candeliere attuale dei calzolai risale al 1924 . Insieme al candeliere dei Sarti è il più particolare.
Pur essendo gremio di candeliere da sempre non si hanno notizie del candeliere più antico.

### Base
La base è di colore crema  . La forma è ottagonale irregolare. I quattro lati , i più piccoli, recano disegnati Santa Lucia nella parte frontale e due angeli in quella posteriore ,mentre nei 4 lati più grandi vi sono presenti dei bassorilievi .

### Fusto
È costituito da un fusto centrale più stretto rispetto agli altri candelieri sassaresi e da quattro colonnine che uniscono base e fusto. Nella colonna centrale vi è riportata l'effigie dei Martiri Turritani nella parte anteriore e martello, cesoia e tenaglia in quella posteriore. Il colore prevalente è il crema con rifiniture in foglia oro.

### Capitello
Di forma ottagonale irregolare , colore crema  come la base reca disegnati ed intagliati  dei motivi floreali. il candeliere dei calzolai pesa 175 kg senza stanghe e 205 kg con stanghe

## Galleria d'immagini

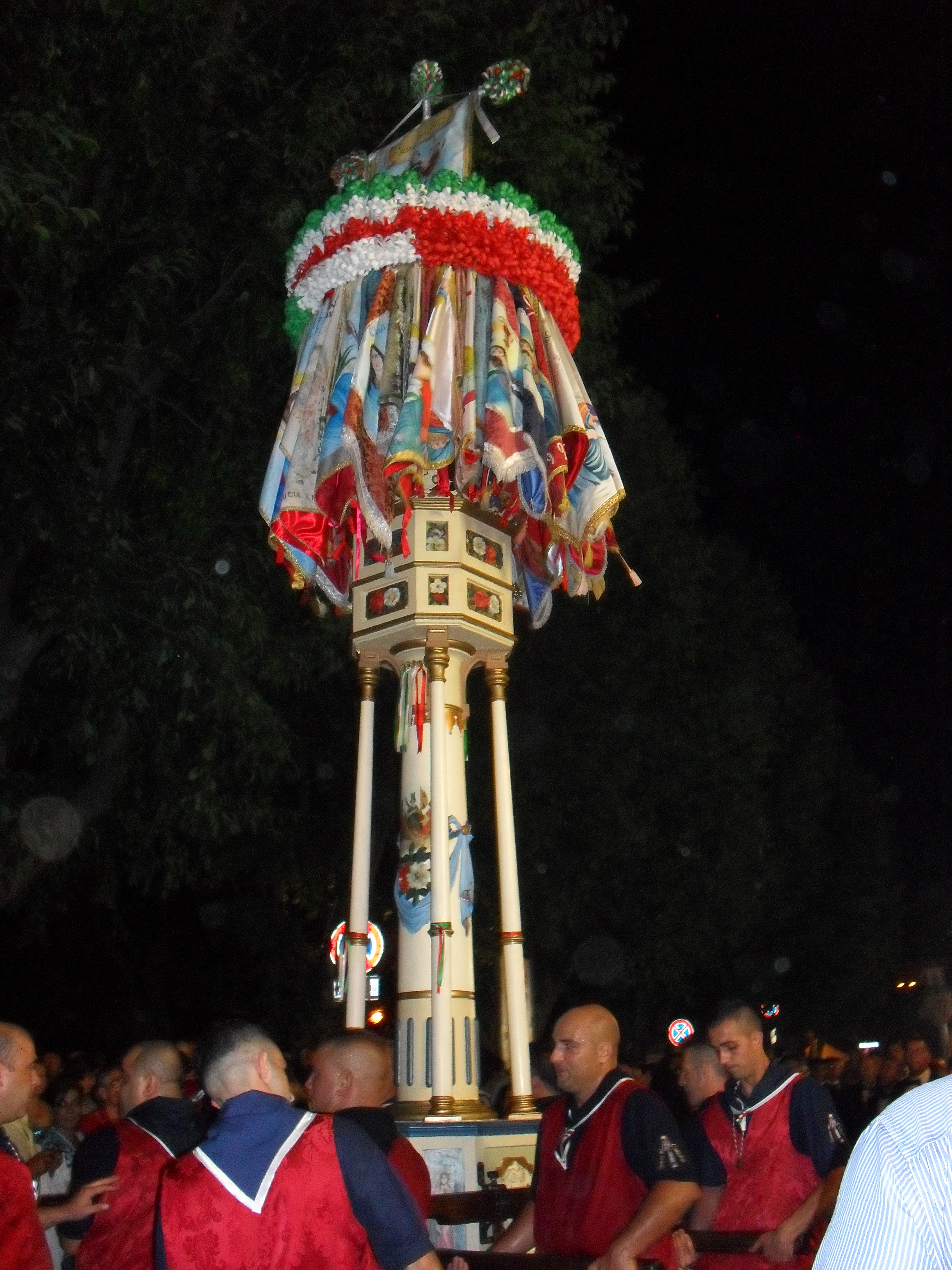
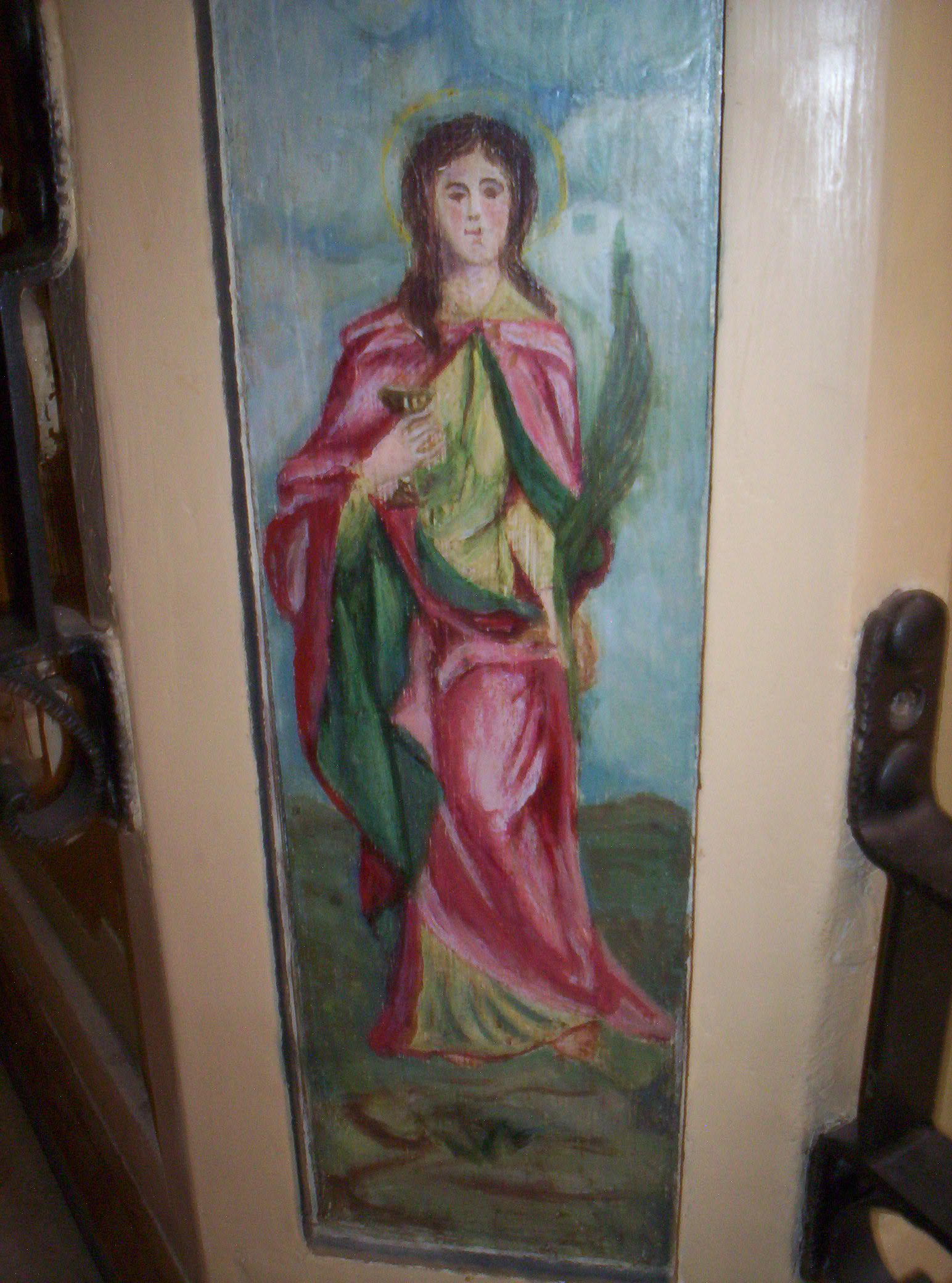
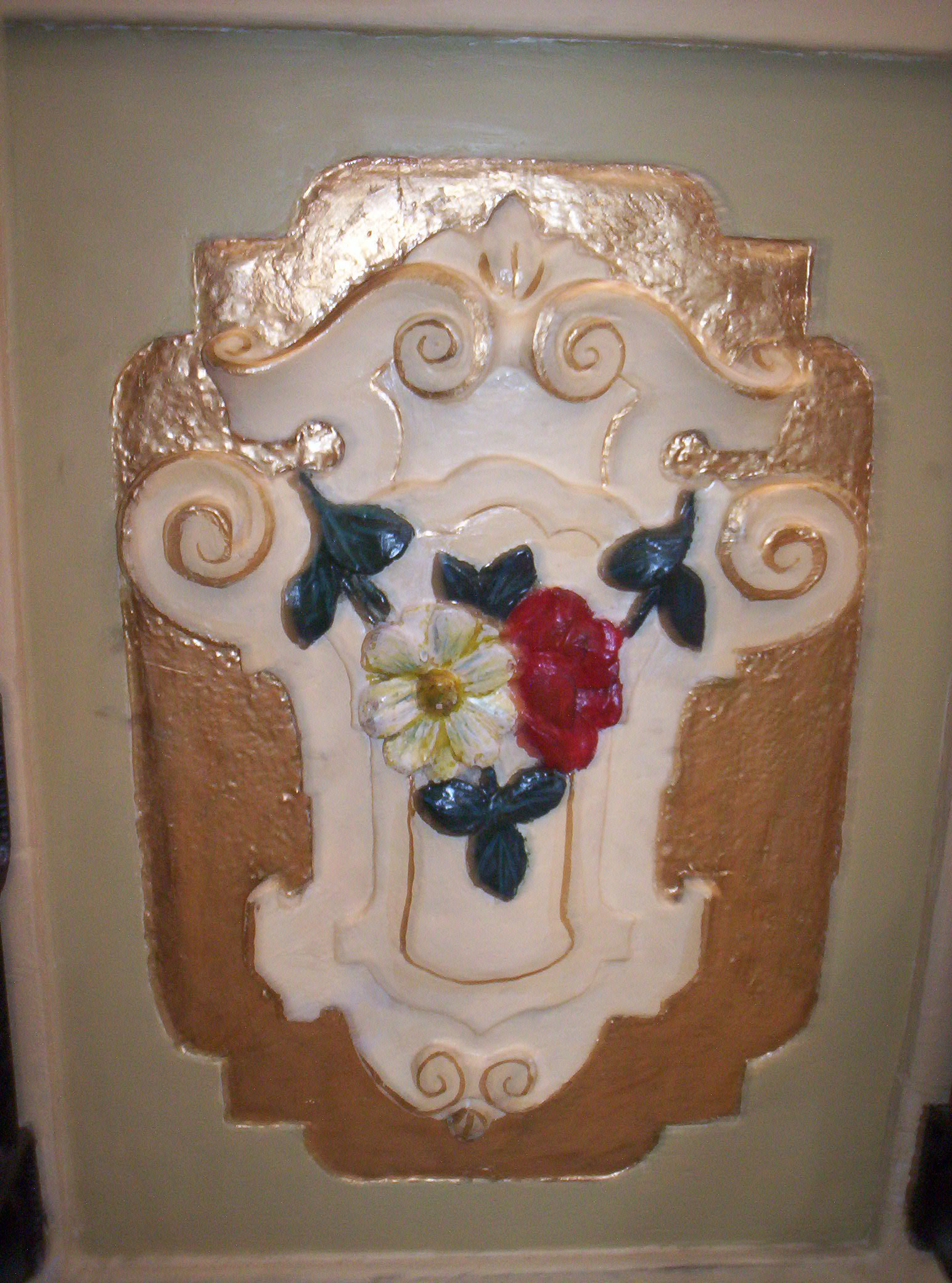
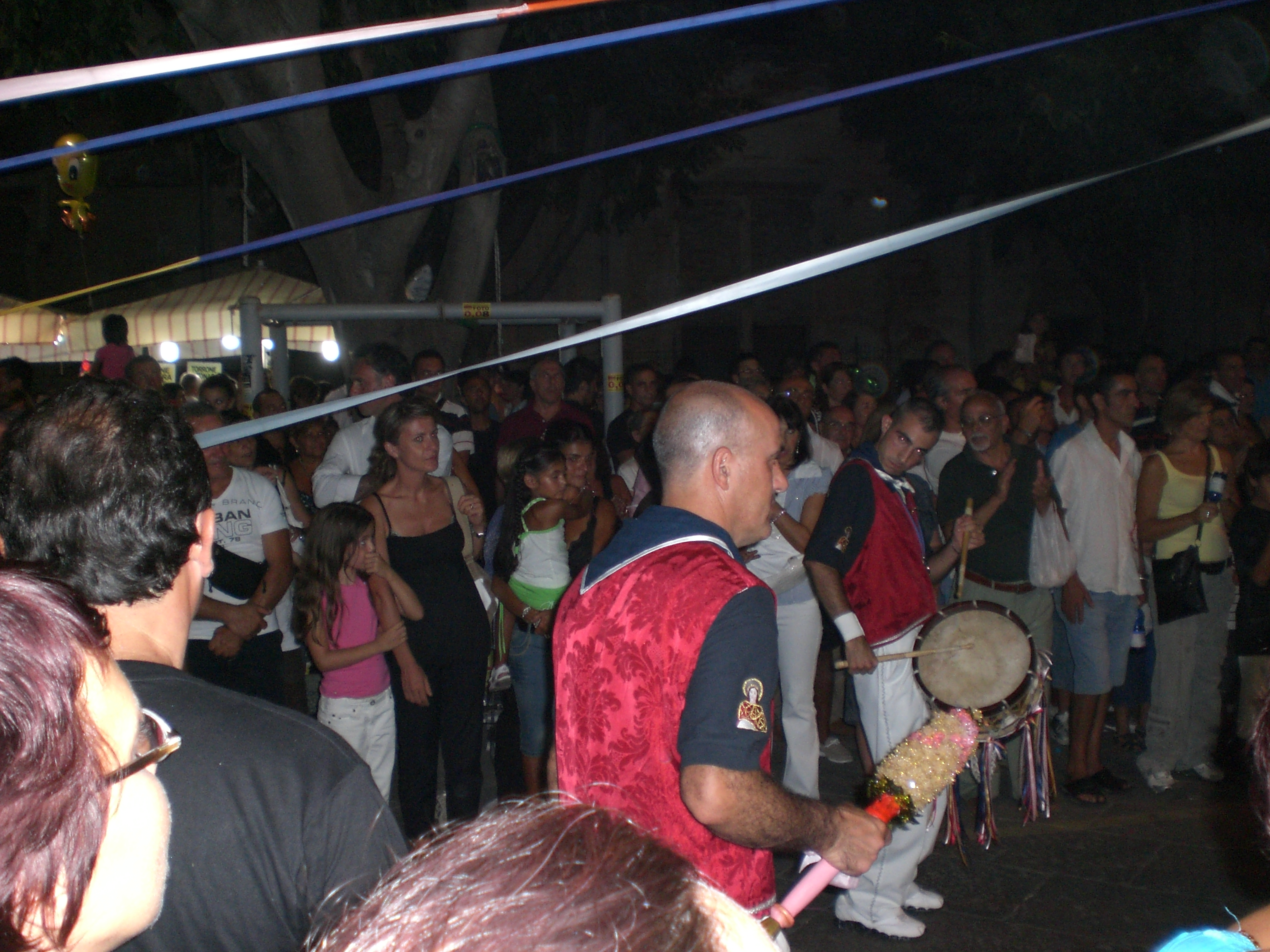
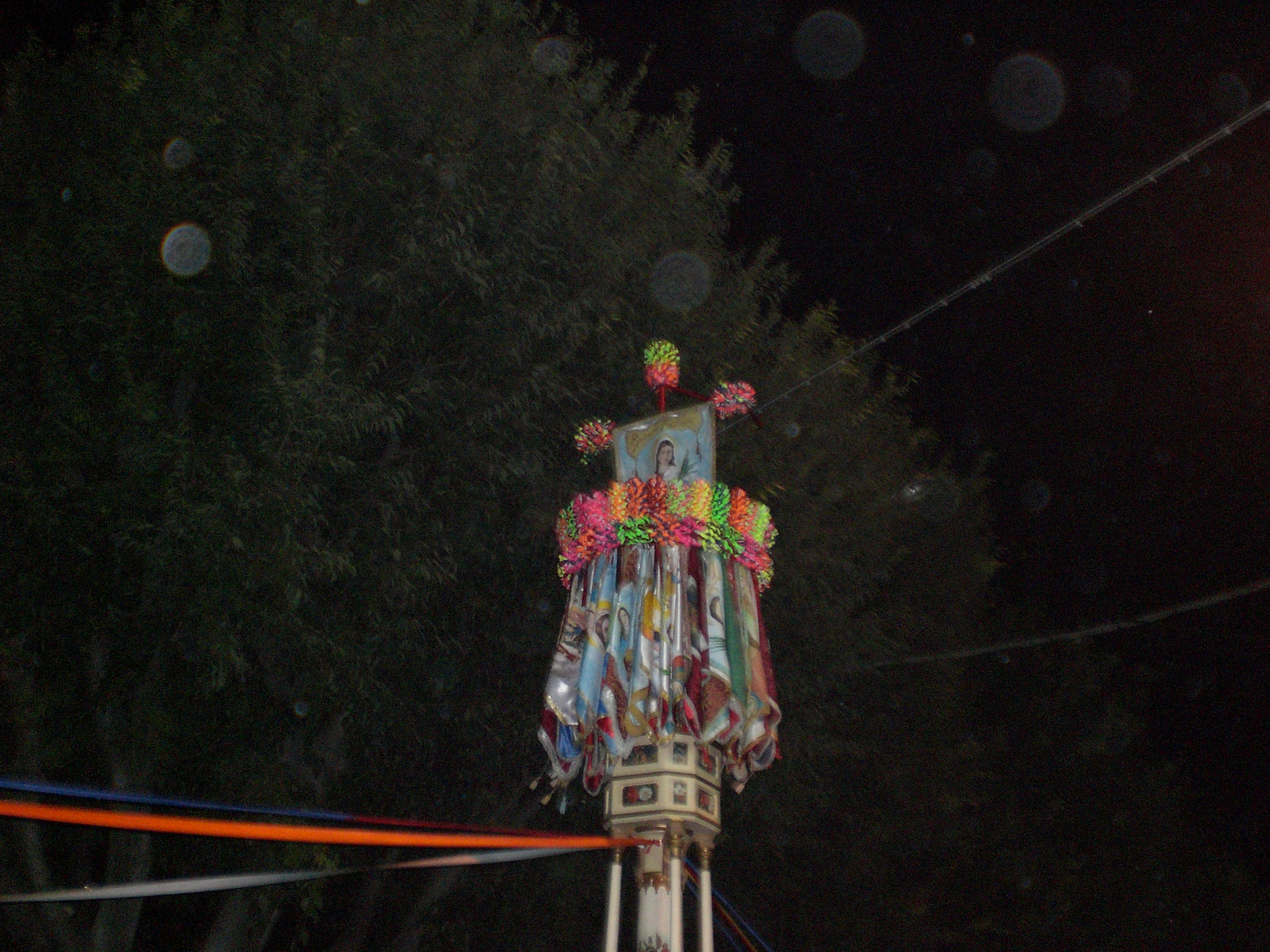
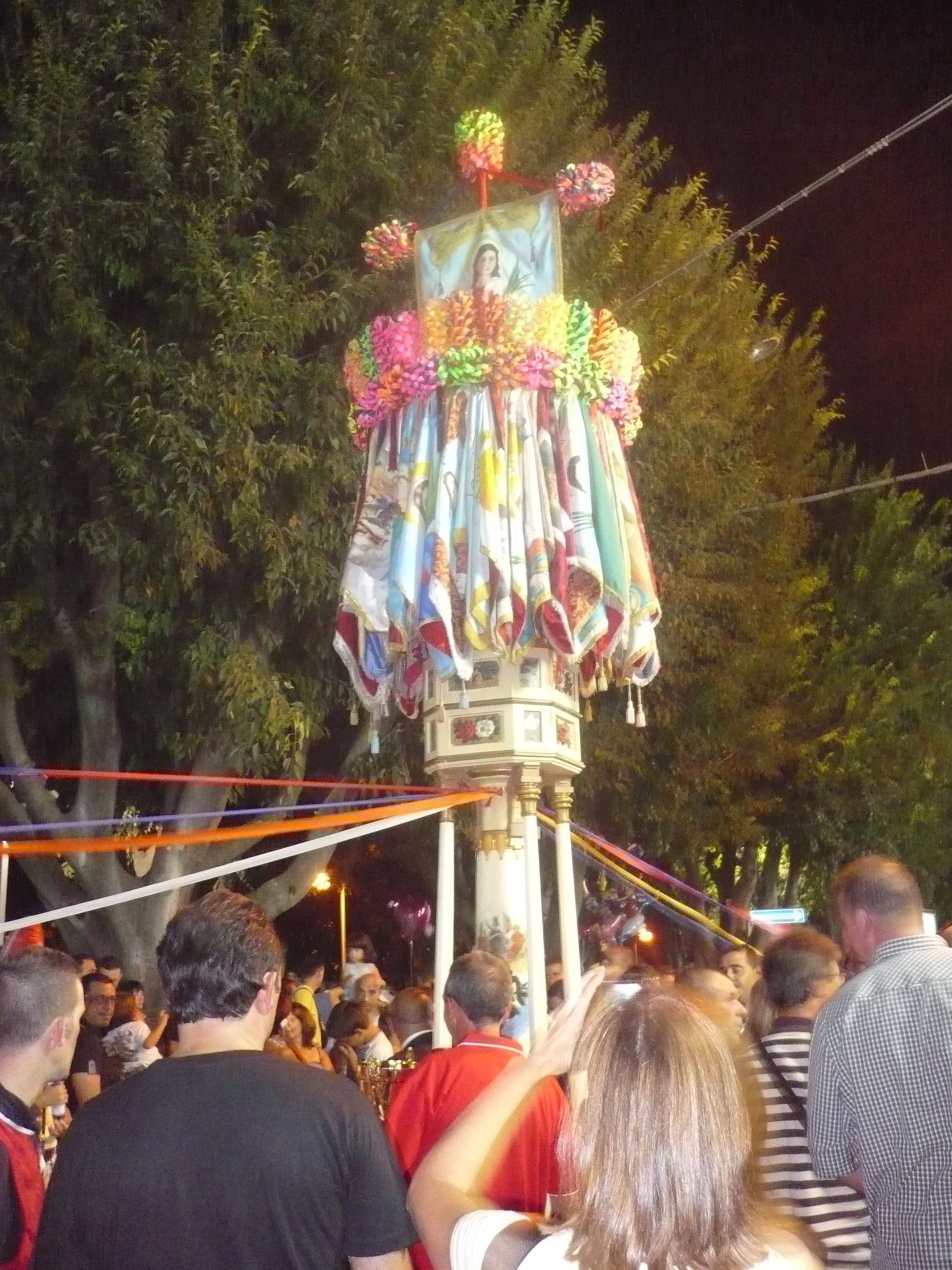
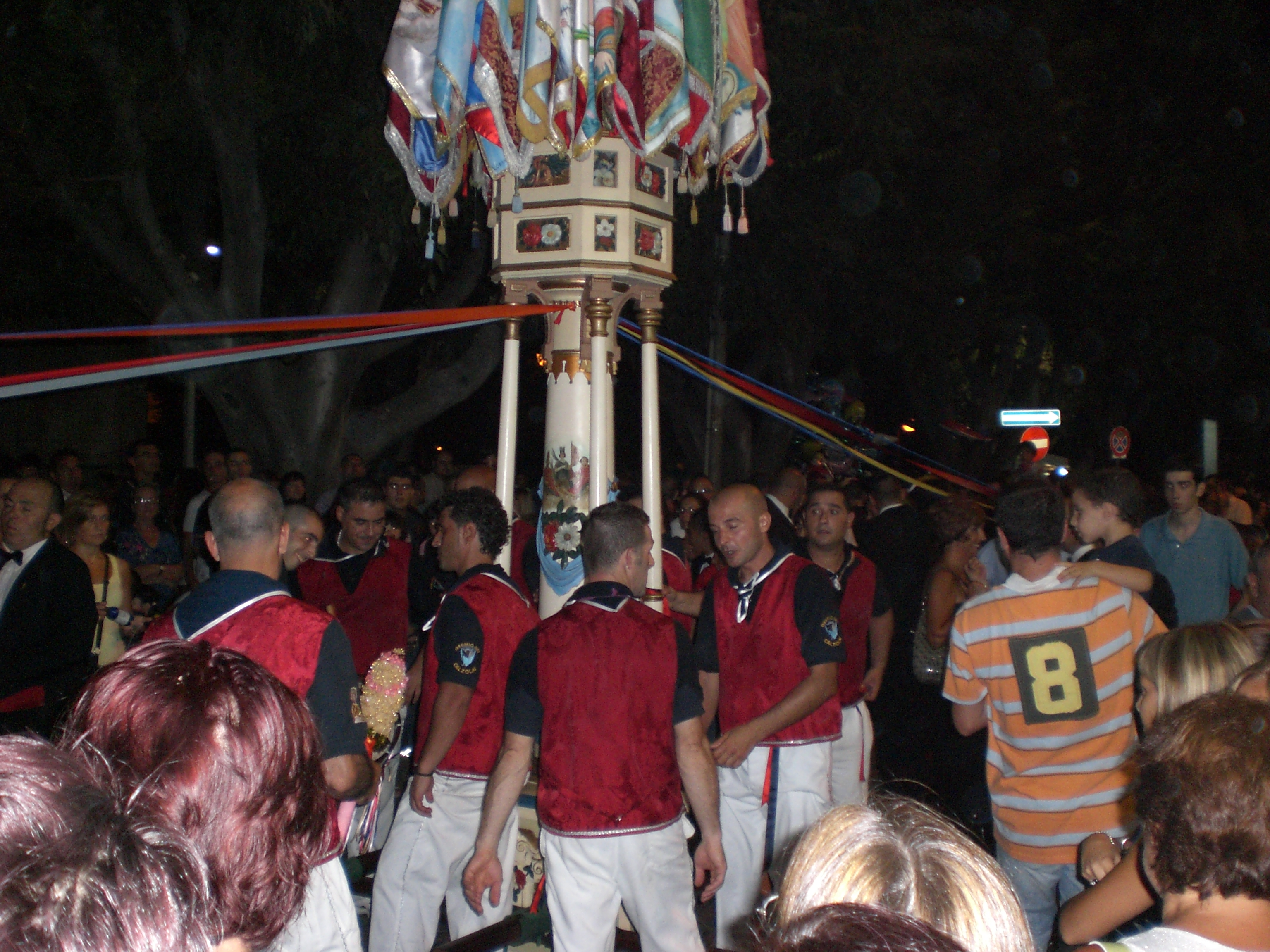